# Management des établissements scolaires
 (juin 2018).
- Si vous ne connaissez pas le sujet, laissez ce bandeau (vous pouvez alors contacter les auteurs).
- Si vous supprimez le contenu mis en cause (vous pouvez préalablement contacter les auteurs),

argumentez précisément cette suppression dans la page de discussion
(un manque de référence n'est pas un argument ; une recherche réelle de référence doit avoir été effectuée, être formellement documentée).
 (juin 2018).
Le management des établissements scolaires désigne la conduite de l’action collective au service de la réussite de tous les élèves ». 
Il s’agit d’un management public : la finalité induit la production d’un service public dont la définition se fait hors marché, dans un souci de défense de l’intérêt général selon une construction collective interne, propre aux établissements publics. 

## Description
Le management des établissements scolaires peut être envisagé selon quatre approches : 
1. approche systémique : il s’agit de mettre en œuvre les procédés d’intelligence collective afin d’adapter la politique éducative de l’établissement scolaire aux évolutions de son environnement et des besoins éducatifs des élèves.
2. approche par les processus : le diagnostic partagé permet de définir le projet d’établissement qui oriente l’activité à moyen terme. Les feed-back permettent les adaptations. D’autres processus d’adaptation par retour d'expérience reposent sur des temporalités plus courtes : l’année scolaire, le découpage en semestre ou en trimestre.
3. approche par les relations humaines : les établissements scolaires sont des lieux d’éducation et de socialisation. Le management prend en compte les interactions humaines afin de favoriser un climat scolaire propice aux apprentissages, une meilleure concertation pédagogique, une plus grande mutualisation des pratiques et une évolution de la relation pédagogique.
4. approche par la rationalisation : le management cherche à renforcer l’efficacité (le fait de faire réussir les élèves au mieux), l’équité (le fait que les écarts de réussite entre élèves se réduisent) et l’efficience (optimisation des moyens alloués).

## Management et autonomie des établissements
Le management des établissements scolaires apparaît dans les systèmes éducatifs qui ont fait un choix de gouvernance de l’éducation reposant sur la décentralisation des politiques éducatives, ce qui marque le passage d’un système centralisé dans lequel les établissements administrés sont chargés de mettre en œuvre la politique éducative définie au niveau supérieur à un système décentralisé dans lequel le management des établissements scolaires devient nécessaire pour définir la politique éducative et construire l’action collective.
On distingue l’autonomie structurelle (procédures qui permettent à l’établissement d’acquérir une autonomie de gestion) de l’autonomie professionnelle (capacité dont dispose les acteurs d’un établissement pour prendre les décisions qui orientent la pédagogie de l’établissement). 
L’autonomie professionnelle et pédagogique serait plus propice à l’amélioration des résultats scolaires que l’autonomie structurelle, « les établissements disposant d’une plus grande marge de manœuvre quant au programme et à la pédagogie affichent de meilleurs résultats que les autres, ce qui n’est pas le cas de ceux qui disposent de plus de latitude en matière de gestion des ressources ».
L’autonomie des établissements scolaires qui permet le développement professionnel des enseignants, l’évolution des pratiques, les interactions en situation de travail et l’instauration d’un climat collaboratif est un levier d’amélioration des systèmes éducatifs ,,.

## Management pédagogique
Le management pédagogique de proximité repose sur une vision stratégique collective qui mobilise les valeurs de coopération et d’intelligence collective au niveau de l’établissement. Le management pédagogique est un levier d’une amélioration durable des systèmes éducatifs. Il repose sur une mise en cohérence de l’autonomie accordée aux établissements scolaires qui repose sur les liaisons entre leadership, gestion, curriculum et pédagogie. L’enjeu est de faire de l’établissement scolaire une organisation apprenante constituée d’acteurs qui, par leur culture et leurs comportements, interagissent et s’impliquent dans la gestion du changement vers une plus grande performance. Le management pédagogique cherche à promouvoir le leadership enseignant et envisage l’établissement comme une communauté d’apprentissage professionnel. Les enseignants sont en posture de praticiens réflexifs et disposent du pouvoir d’agir (empowerment). La mise en œuvre du changement est favorisée lorsque la construction pédagogique collective de l’établissement fait l’objet d’une évaluation globale dans le cadre de l'évaluation des établissements scolaires.

## Pratique du management des établissements scolaires
Le management des établissements scolaires nécessite de prendre en compte la complexité et de mettre en œuvre le changement.
Prendre en compte la complexité consiste à définir le système d’information et de communication, à définir le système de décision en favorisant la pratique du leadership distribué qui permet de mobiliser l’intelligence collective de l’établissement, à établir un diagnostic partagé qui identifie les besoins éducatifs locaux et construire un projet d’établissement qui est l’expression de la politique éducative de l’établissement.
Mettre en œuvre le changement consiste à faire émerger le besoin de changement, à bien connaître les ressources humaines afin de conduire le changement dans une logique de développement organisationnel en utilisant, au besoin, des méthodes de conduite de projet. La mise en œuvre du changement nécessite de pratiquer le leadership pédagogique et de favoriser les innovations pédagogiques.